# Tratado de Shimoda
El Tratado de Shimoda. (下田条約, Shimoda Jouyaku) (formalmente Tratado de Comercio y Navegación entre Japón y Rusia 日露和親条約, Nichi-Ro Washin Jouyaku) del 7 de febrero de 1855, fue el primer tratado entre el Imperio ruso, y el Imperio de Japón, entonces bajo la administración del shogunato Tokugawa. Poco después del Tratado de Kanagawa firmada entre Japón y los Estados Unidos, significó efectivamente el fin de la política de 220 años de aislamiento nacional de Japón (sakoku), al abrir los puertos de Nagasaki, Shimoda y Hakodate a los barcos rusos y estableció la posición de los rusos en Japón y definió las fronteras entre Japón y Rusia.

### El aislamiento de Japón
Desde principios del siglo XVII, el shogunato de Tokugawa siguió una política de aislamiento del país de las influencias externas. El comercio exterior se mantenía solo con los Holanda y la China y se realizaba exclusivamente en Nagasaki bajo un estricto monopolio gubernamental. Esta política tenía dos objetivos principales. Uno era el temor de que el comercio con las potencias occidentales y la propagación del cristianismo sirvieran de pretexto para la invasión de Japón por las fuerzas imperialistas, como había sido el caso de la mayoría de las naciones de Asia. El segundo objetivo era el temor de que el comercio exterior y la riqueza desarrollada llevaran al surgimiento de un daimyō lo suficientemente poderoso como para derrocar al clan Tokugawa gobernante.
Los primeros contactos entre Japón y Rusia fueron hechos con el Clan Matsumae en Hokkaido por el comerciante Pavel Lebedev-Lastochkin en 1778 y por el enviado oficial Adam Laxman en 1792. La expedición rusa alrededor del mundo dirigida por Adam Johann von Krusenstern permaneció seis meses en el puerto de Nagasaki en 1804-1805, sin establecer relaciones diplomáticas y comerciales con Japón.
A principios del siglo XIX, esta política de aislamiento fue cada vez más cuestionada. En 1844, el rey Guillermo II de los Países Bajos envió una carta instando a Japón a poner fin a la política de aislamiento por su cuenta antes de que se forzara un cambio desde el exterior. En 1846, una expedición oficial americana liderada por el Comodoro James Biddle llegó a Japón pidiendo que se abrieran los puertos para el comercio, pero fue enviada lejos.

### La misión Putiatin

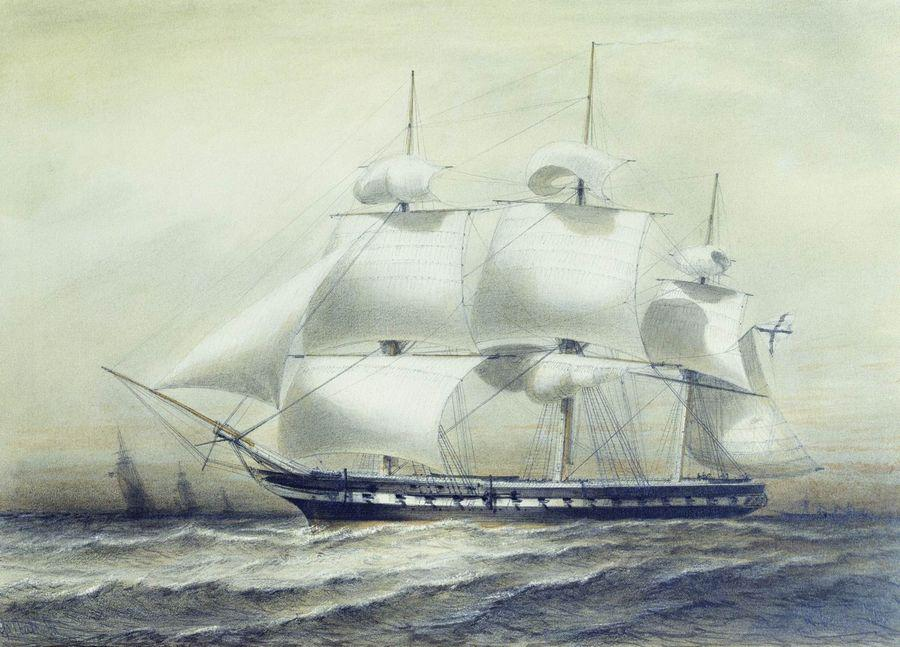
The Russian frigate Pallada that carried Vice-Admiral Yevfimy Putyatin to Japan.

Unos años más tarde, Rusia se enteró de que los Estados Unidos estaban preparando una expedición para ser dirigida por el Comodoro (USN). para abrir Japón por medio de la diplomacia de las cañoneras, si es necesario. Si tenía éxito, se temía que esto proporcionaría más influencia americana en la región del Pacífico y Asia, y que daría a América la posición más ventajosa en Japón. Rusia reanudó inmediatamente los planes para enviar una misión al Lejano Oriente. El ministro ruso de Asuntos Exteriores Karl Nesselrode asignó al vicealmirante Yevfimi Vasílievich Putiatin para dirigir la misión rusa. La expedición incluía a varios sinólogos notables y a un número de científicos e ingenieros, así como al notable autor Ivan Goncharov, y la fragata rusa Pallada bajo el mando de Ivan Unkovsky fue seleccionada como buque insignia. Goncharov usaría la experiencia en su Fragata Pallada (1858), en el que describió los detalles del viaje y las negociaciones. Es una valiosa descripción de cómo los japoneses recibían y procesaban los buques de comercio exterior y la percepción de la experiencia de los rusos.
Pallada partió Kronstadt el 7 de octubre de 1852 con órdenes de regresar solo con un tratado al menos tan bueno como el que habían obtenido los americanos. También en la agenda rusa estaba la delimitación de las fronteras entre Japón y Rusia en la isla de Sajalín y en las Kuriles.
Sin embargo, durante el largo viaje quedó claro que el buque no era apto para la expedición, y la más reciente fragata de 52 cañones Diana fue enviada posteriormente, pero Perry y su flota de Barcos Negros llegaron a Japón mientras Putiatin estaba todavía entre Hong Kong y las islas Bonin. A pesar de los años de debate sobre la política de aislamiento, la visita de Perry creó una gran controversia dentro de los más altos niveles del shogunato Tokugawa. 

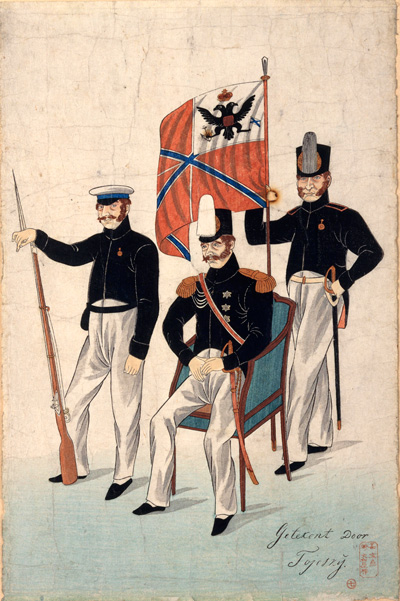
Putyatin en Nagasaki, pintura japonesa de 1853

Finalmente, Putiatin llegó al Japón con sus cuatro barcos el 21 de agosto de 1853, pero en Nagasaki en lugar de intentar forzar su entrada en la bahía de Edo como había hecho Perry. Putiatin y Perry tenían un enfoque algo diferente para negociar con los japoneses. Perry destacó la potencia de fuego de sus buques de guerra y las posibles consecuencias para el Japón. Putiatin eligió un enfoque más diplomático y estratégico con la esperanza de socavar los esfuerzos americanos, aconsejando que había elegido Nagasaki a pesar de sus órdenes de ir a Edo por respeto a las leyes japonesas y el ardiente deseo del emperador ruso de tener buenas relaciones. Los oficiales enviaron un mensaje a Edo, y mientras esperaba una respuesta, Putiatin navegó a Shanghái en busca de suministros y noticias de casa. A su regreso a Nagasaki, todavía no había respuesta, así que renovó su amenaza de ir directamente a Edo. El alarmado Nagasaki bugyō instó a Edo a aceptar los términos de Putiatin, ya que los rusos parecían más complacientes que los americanos, y su enorme imperio podría ser utilizado para contrarrestar la amenaza de Perry. Una vez más, no hubo respuesta, en parte porque el propio Shōgun, Tokugawa Ieyoshi murió días después de la partida de Perry, y fue sucedido por su joven y enfermizo hijo, Tokugawa Iesada, dejando la administración efectiva en manos del Consejo de Ancianos (rōjū) dirigido por Hotta Masayoshi, que quedó paralizado por la indecisión. Putiatin se impacientó cada vez más y renovó su amenaza de navegar a Edo, cuando llegó una respuesta en forma de los funcionarios Kawaji Toshiakira y Tsutsui Masanori, pidiendo un retraso de tres a cinco años para una contrapropuesta. Decepcionado, Putiatin dejó Japón en noviembre de 1853 prometiendo regresar en la primavera.
Putiatin no pudo regresar hasta el 7 de noviembre de 1854. Mientras tanto, había inspeccionado la costa de Corea y la Provincia Marítima rusa y se había enterado del estallido de la guerra de Crimea, y de que la Marina Real británica estaba buscando su escuadrón en el mar de Ojotsk y los mares que rodean Japón, incluyendo Nagasaki. Los problemas con Pallada le hicieron cambiar su bandera por la de Diana. Cuando Putiatin regresó, los americanos ya habían logrado abrir Japón con el Tratado de Kanagawa a principios de 1854. Para evitar que un tratado ruso limitara la influencia rusa, los británicos se acercaron a Japón para pedir la neutralidad japonesa en la guerra. Debido a una mala traducción, los británicos obtuvieron un involuntario Tratado de Amistad Anglo-Japonés en 1854. En lugar de Nagasaki, Putiatin eligió bahía de Osaka, lo que causó una inmediata consternación entre los japoneses por su proximidad a Kioto. Después de permanecer en la bahía de Osaka durante dos semanas, Putiatin se embarcó hacia Shimoda.

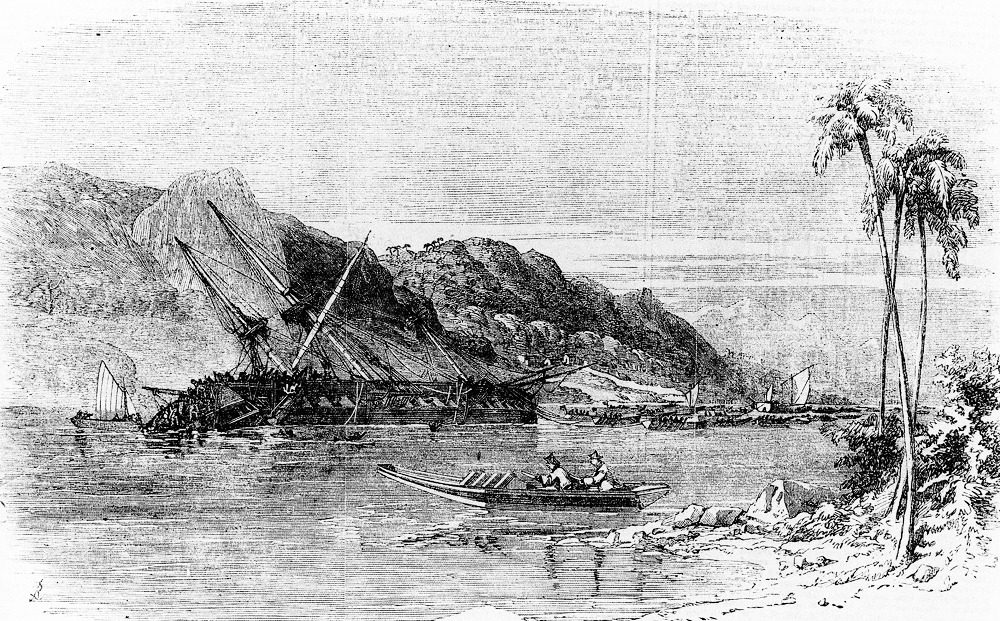
El hundimiento de Diana, Illustrated London News 1856.

Putiatin fue recibido en Shimoda por Kawaji y Tsutsui, y el 22 de diciembre de 1854 comenzaron las negociaciones con Putiatin ofreciendo ceder la isla de Etorofu al Japón a cambio de derechos comerciales, mientras que los japoneses respondieron que como Kamchatka pertenecía al Japón, se deduce que todas las islas Kuriles eran también japonesas.
El 23 de diciembre de 1854, un terremoto de 8,4, sacudió a Japón y sus alrededores. Un tsunami de 6 metros de altura destruyó la mayor parte de Shimoda, incluyendo los barcos de Putiatin, con la excepción de Diana, que fue muy dañada y que pronto se hundió mientras intentaba navegar a Heda para su reparación.
La delegación rusa ahora se encontró varada en Japón, y mientras los diplomáticos renegociaban, los marineros y técnicos rusos trabajaron con los carpinteros japoneses para construir un nuevo barco en Heda para permitir que la delegación regresara a Rusia.
El 7 de febrero de 1855, el tan esperado tratado de amistad ruso-japonés fue firmado en el Chōraku-ji Temple en Shimoda por Putiatin como Embajador Imperial Ruso y el representante japonés Controlador Moriyama Einosuke firmando la versión en holandés (la versión oficial), Iosif Antonovich y ja firmando la versión en chino, y Toshiakira Kawaji y Tsutsui Masanori firmando la versión en japonés.
Siguiendo el modelo del Tratado de Kanagawa de Perry y del Tratado de amistad anglo-japonés, el Tratado de Shimoda contenía muchas de las mismas disposiciones; sin embargo, quizás por simpatía o por una impresión favorable de Putiatin, los términos acordados por Japón fueron ligeramente más generosos que los concedidos a los americanos y británicos.
Los japoneses consideraron que Putiatin era un hombre civilizado y justo. Putiatin comentó a su colega japonés Tsutsui:
Si comparamos nuestra edad, tú tienes la edad sabia de mi padre porque yo sólo tengo la edad de tu hijo. Ofrezco mi mano para servir a mi padre y así no perderé el camino de la confianza.
La goleta Heda fue lanzada el 14 de abril y Putiatin pudo navegar de regreso a Rusia, el 8 de mayo de 1855. El gobierno japonés ordenó más tarde que se construyeran seis barcos más según el modelo del Heda, contribuyendo así al desarrollo de la construcción naval de estilo occidental en Japón.

### Consecuencias del tratado

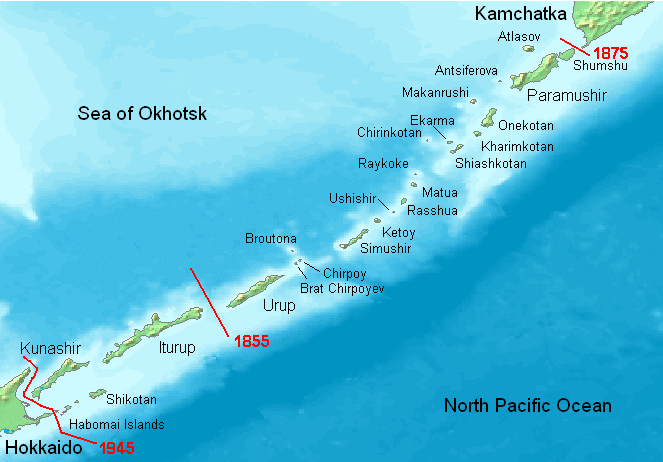
Fronteras sucesivas en las Kuriles

Aunque Putiatin fue leonado después de su regreso a San Petersburgo, y fue elevado al título de Conde, también fue criticado por la falta de un acuerdo comercial con el Japón, y se vio obligado a regresar en 1857 y de nuevo en 1858 para negociar nuevos tratados, que ampliaban los derechos comerciales de Rusia y  extraterritorialidad. Una de las características más importantes del Tratado de Shimoda de 1855 fue el acuerdo de que las islas Kuriles se dividirían entre Rusia y Japón en una línea que discurría entre Etorofu y Urup, y el tratado es todavía frecuentemente citado hasta la fecha por el gobierno japonés fue una de sus justificaciones en el actual conflicto de las islas Kuriles.

### Monumento al tratado
En 2005 se inauguró en Kronstadt un cartel conmemorativo en honor del 150 aniversario del establecimiento de las relaciones ruso-japonesas. El monumento es una piedra negra donde en los idiomas ruso y japonés se describe una breve historia de la misión de Putiatin. El monumento fue inaugurado por el Cónsul General de Japón en San Petersburgo y el Gobernador de San Petersburgo.